# Cornelius van Leemputten
Cornelius Van Leemputten (1841–1902) fue un pintor belga conocido por sus escenas de animales de granja y paisajes con pastores y ovejas pastando.

## Vida
Cornelius Van Leemputten nació en Werchter como hijo de Jan Frans Van Leemputten y Elisabeth Hopland. Originalmente, su padre era agricultor, pero se mudó a Bruselas en 1852 para convertirse en restaurador de pintura, ya que tenía interés y algo de práctica en el arte. Cornelius y su hermano menor Frans Van Leemputten fueron alentados por su padre a practicar arte.  

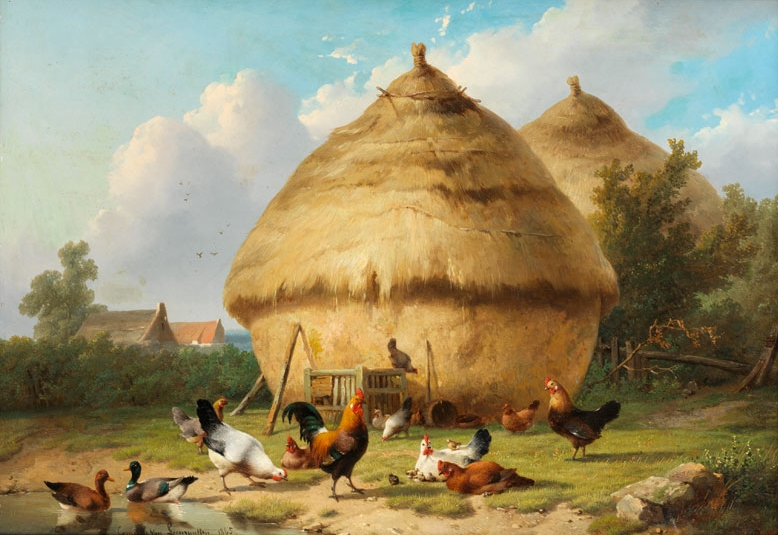
Almiares y aves de corral.

Con la excepción de algunas lecciones de su padre, Cornelius fue principalmente autodidacta a través de estudios de la naturaleza en áreas como Brabante y la región de Campine en el noreste de Bélgica. En 1855, la familia se mudó brevemente a Amberes, donde Cornelius asistió a clases en la Academia de Amberes de 1855 a 1860.

## Exposiciones
Van Leemputten participó en varias exposiciones internacionales y recibió medallas de oro en Gante en 1883, Edimburgo en 1886, Port Adelaide en 1887 y en Berlín en 1896. Fue galardonado con medallas de plata en Niza, Melbourne, Barcelona y Colonia. Fue nombrado Caballero de la Orden de Leopoldo por el rey belga en 1895.

## Trabajo
Cornelius van Leemputten es conocido principalmente por sus paisajes con ovejas, de estilo similar a los de Charles Jacque. Era bien conocido por sus temas de granja. También fue influenciado por las escenas románticas con ganado del artista belga Eugène Joseph Verboeckhoven, que reinterpretó de una manera más realista. Sus composiciones a menudo representan, con pequeñas variaciones, el llano campo belga con un horizonte bajo, vegetación y superficies de agua en primer plano y figuras en miniatura.

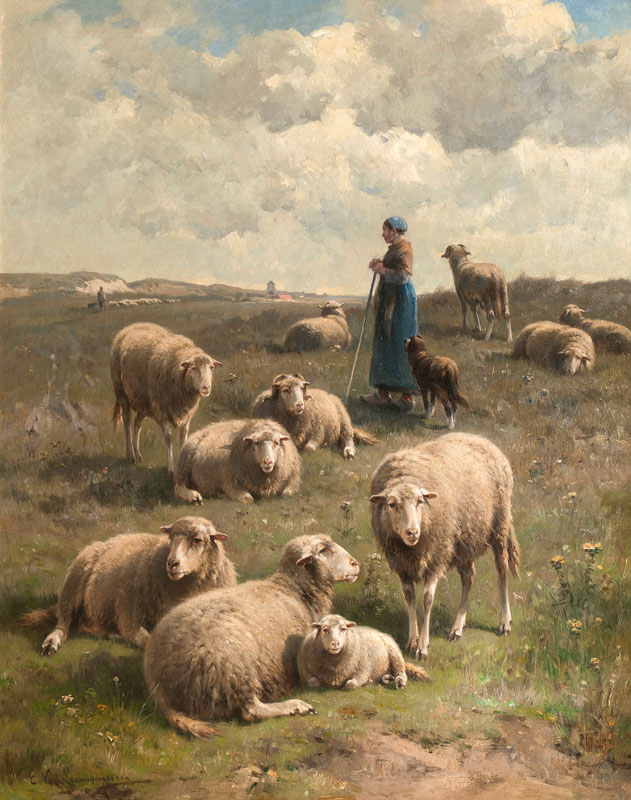
Ovejas en las dunas.

La representación de animales de granja y escenas pastoriles ganó popularidad en el siglo XIX como una reacción parcial a la Revolución Industrial. Los temas rurales sencillos evocaban quizás la nostalgia en las poblaciones más ricas de las ciudades de la época. El artista del siglo XVII Paulus Potter fue una influencia para muchos de los artistas de este período, incluido Van Leemputten. 
Van Leemputten fue un artista de mentalidad comercial que produjo una gran cantidad de obras de calidad uniforme para los mercados locales e internacionales.